# Jo van Marle

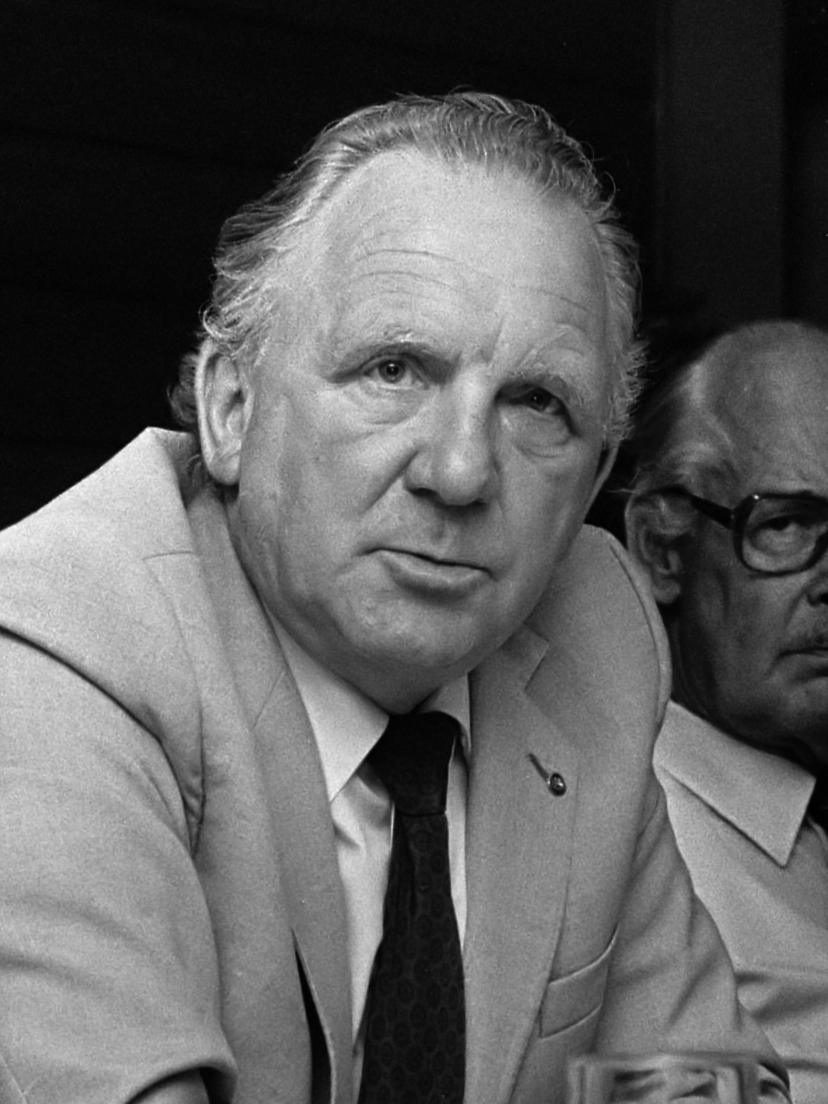
Jo van Marle (1984)

Johan Wilhelmus „Jo“ van Marle (* 21. Dezember 1924 in Zwolle; † 14. März 1995 ebenda) war ein niederländischer Fußballfunktionär. Zwischen 1980 und 1993 war er Vorsitzender des KNVB.

## Werdegang
Van Marle spielte Fußball beim unterklassig antretenden Zwolle AC, dessen Geschicke er auch als Vereinspräsident leitete. Nach diversen Tätigkeiten beim niederländischen Fußballverband wurde er 1980 als Nachfolger des seit 1966 amtierenden Wim Meuleman zum Vorsitzenden gewählt. Während seiner Amtszeit gewann die niederländische A-Nationalmannschaft bei der EM-Endrunde 1988 ihren ersten internationalen Titel. Jacques Georges schlug ihn als seinen Nachfolger als UEFA-Präsident vor, van Marle lehnte jedoch aus gesundheitlichen Gründen ab. Gemeinsam mit Michel D’Hooghe, dem Präsidenten des belgischen Verbandes, initiierte er die gemeinsame Bewerbung für die Austragung der EM-Endrunde 2000, die letztlich 1995 positiv beschieden wurde. 1993 übergab er das Präsidentenamt beim KNVB an Jeu Sprengers; anschließend wurde er zum Ehrenvorsitzenden ernannt.
1995 verstarb van Marle im Alter von 70 Jahren. Das Heimatstadion von Zwolle AC wurde daraufhin in Sportpark Jo van Marle umbenannt. Zu Lebzeiten war er im Rang eines Ritters mit dem Orden von Oranien-Nassau ausgezeichnet worden.